# Siège d'Hulst (1645)
Guerre de Quatre-Vingts Ans
Batailles
- Chronologie de la guerre de Quatre-Vingts Ans
- Valenciennes
- Austruweel
- Rheindalen
- Heiligerlee
- Jemmingen
- Jodoigne
- Brielle
- 1er Flessingue
- Malines
- Goes
- Mons
- Haarlem
- 2e Flessingue
- Borsele
- Zuiderzee
- Alkmaar
- Leyde
- Reimerswaal
- Mook
- Lillo
- Zierikzee
- 1er Anvers
- 1er Bréda
- Gembloux
- Rijmenam
- 1er Deventer
- Maastricht
- 2e Bréda
- Açores
- 2e Anvers
- 3e Anvers
- Boksum
- Zutphen
- 1er Berg-op-Zoom
- Gravelines
- 3e Bréda
- 2e Deventer
- Groningue
- Huy
- 1er Groenlo1
- 2e Groenlo
- Turnhout
- Nieuport
- Ostende
- L'Écluse
- 3e Groenlo
- Saint-Vincent
- Gibraltar
- Saint-Vincent (1621)
- 2e Berg-op-Zoom
- 4e Bréda
- 4e Groenlo
- Matanzas
- Bois-le-Duc
- Abrolhos
- Slaak
- Maastricht
- 5e Bréda
- Cabañas
- Calloo
- Les Downs
- Saint-Vincent (1641)
- Hulst
- Cavite

Le siège d'Hulst fut le dernier siège important de la guerre de Quatre-Vingts Ans. La ville d'Hulst, fortement fortifiée, a été conquise par les troupes hollandaises commandées par Frédéric-Henri d'Orange-Nassau après seulement 28 jours. Les Espagnols furent avertis du siège seulement deux jours avant la confrontation. L'armée espagnole rassemblait 2 500 soldats et 250 cavaliers. Les Hollandais attaquèrent avec une force de 12 500 hommes, 2 500 cavaliers et 20 pièces d'artillerie.

## La bataille
La bataille s'est déroulée en deux phases.
Première phase : 7 - 17 octobre
Frédéric commandait 4 500 hommes et 5 pièces d'artillerie pour attaquer le flanc est de la ville. Lorsque les forces hollandaises arrivent sur leur objectif, ils rencontrent une résistance espagnole de 1 500 hommes. Les Hollandais commencèrent les hostilités avec des tirs de canons qui tuèrent aussitôt 100 soldats adverses. Puis les Espagnols furent rapidement accrochés par les forces hollandaise. En dix jours, les pertes espagnols s'élevèrent à 1 000 hommes alors que les Hollandais ne perdirent que 400 soldats. Les Hollandais prirent le contrôle de l'est de la ville.
Seconde phase : 17 octobre - 4 novembre
Après avoir pris connaissance du succès de l'attaque sur le front est d'Hulst, Frédéric envoya un renfort de 1 000 cavaliers. Il attaqua alors le centre de la ville. Le commandant espagnol donna l'ordre à sa cavalerie de faire une attaque directe sur l'état-major de Frédéric. Cependant, elle tomba dans une embuscade et fut quasiment détruite. Après 18 jours sous le feu de l'artillerie, le commandant espagnol rendit finalement les armes.

## Conséquences
Les forces hollandaises capturèrent Hulst avec des pertes minimum : 1 500 soldats et 100 cavaliers. Les pertes espagnols s'élevèrent à 2 000 hommes et 225 cavaliers.